# Плеша (Сучава)
Плеша (рум. Pleșa) насеље је у Румунији у округу Сучава у општини Манастиреа Хуморулуј. Oпштина се налази на надморској висини од 717 m.

## Становништво
Према подацима из 2002. године у насељу је живело 206 становника.

### Попис2002.
| Расподела становништва по националности 2002.‍ | Расподела становништва по националности 2002.‍ | Расподела становништва по националности 2002.‍ | Расподела становништва по националности 2002.‍ | Расподела становништва по националности 2002.‍ |
| --------------------------------------------- | --------------------------------------------- | --------------------------------------------- | --------------------------------------------- | --------------------------------------------- |
|                                               |                                               |                                               |                                               |                                               |
| Пољаци                                        | Пољаци                                        |                                               | 205                                           | 100,0%                                        |